# Садыхджан
Садыхджан (азерб. Sadıqcan, наст. имя Садых Мирза Асад оглы, азерб. Sadıq Mirzə Əsəd oğlu; 1846, Шуша—1902, там же) — азербайджанский народный музыкант, тарист, создатель азербайджанского (также называемого обновлённым) тара.
Садыхджан является одним из известных азербайджанских исполнителей на таре. Усовершенствовав тар, Садыхджан расширил возможности виртуозной игры на этом инструменте. Он увеличил число струн с 5 до 13, провёл дополнительные изменения в корпусе инструмента, а также полностью изменил систему ладков на шейке тара, уменьшив их количество с 27-28 до 22.
Садыхджан внёс значительные новшества и в азербайджанский мугам, усовершенствовав мугамы «Сегях» и «Мирза Гусейн Сегях», и, улучшив мугам «Махур». Появление же в азербайджанской музыке таких мугамов как «Махур-хинди», «Орта Махур», «Забул Сегах», «Харидж Сегах», «Мирза Гусейн Сегахы», «Етим Сегах», «Чобан Баяты» связано с творчеством Садыхджана и азербайджанским таром.
В 90-х годах XIX века под руководством Садыхджана в Шуше был создан ансамбль, в состав которого входили известные певцы и музыканты того времени. Среди учеников тариста были такие известные музыканты, как Курбан Примов, Мешади Зейнал, Арсен Ярамышев, Марди Джанибеков, Гамид Малыбейли, Татевос Артюнян, Мешади Джамиль Амиров, Ширин Ахундов и др.

## Биография

### Детство и юность
Садых Мирза Асад оглы родился в семье сторожа в городе Шуша, согласно большинству источников, в 1846 году (по другим данным — в 1842). Дом, в котором родился музыкант, был одноэтажным и состоял из двух комнат. Позже, когда к нему приходит известность, Мирза Садых построил на одной из лучших улиц Шуши трёхэтажный дом и сам в течение нескольких дней в качестве рабочего принимал участие в его постройке.

С детства Садых проявлял большой интерес к искусству, прекрасно пел народные песни. Его отец Асадулла отвёл его в школу известного музыковеда Харрата Гулу. После проверки голоса Садых был туда принят. Выпускниками этой школы, кроме Садыхджана, были самые известные исполнители мугама Шуши — Гаджи Гуси, Мешади Иси, Дели Исмаил, Шахназ Аббас, Бюльбюльджан, Кештазлы Гашым, Кечачи оглы Мухаммед, Джаббар Карьягдыоглы. Эта школа оказала большое влияние на формирование Садыха как музыканта. В возрасте 18 лет Садыхджан потерял голос, после чего обучался игре на разных музыкальных инструментах, таких как кеманча, свирель, най, тар. Игре на таре его учил известный шушинский тарист Мирза Али Аскер, который под впечатлением от его игры говорил: 
Я бы хотел, чтобы моё богатство оказалось у Садыха, а его пальцы у меня.
 В ансамбле Мирза Али Аскера Мирза Садых был кеманчистом. Но однажды, когда Мирза Али Аскер заболел, Садыхджан, заменив его как тарист, сумел продемонстрировать свои возможности в игре на этом инструменте. Вдохновлённый успехом, Садыхджан полностью посвятил себя тару и с тех пор постоянно оттачивал своё мастерство.

### Успех

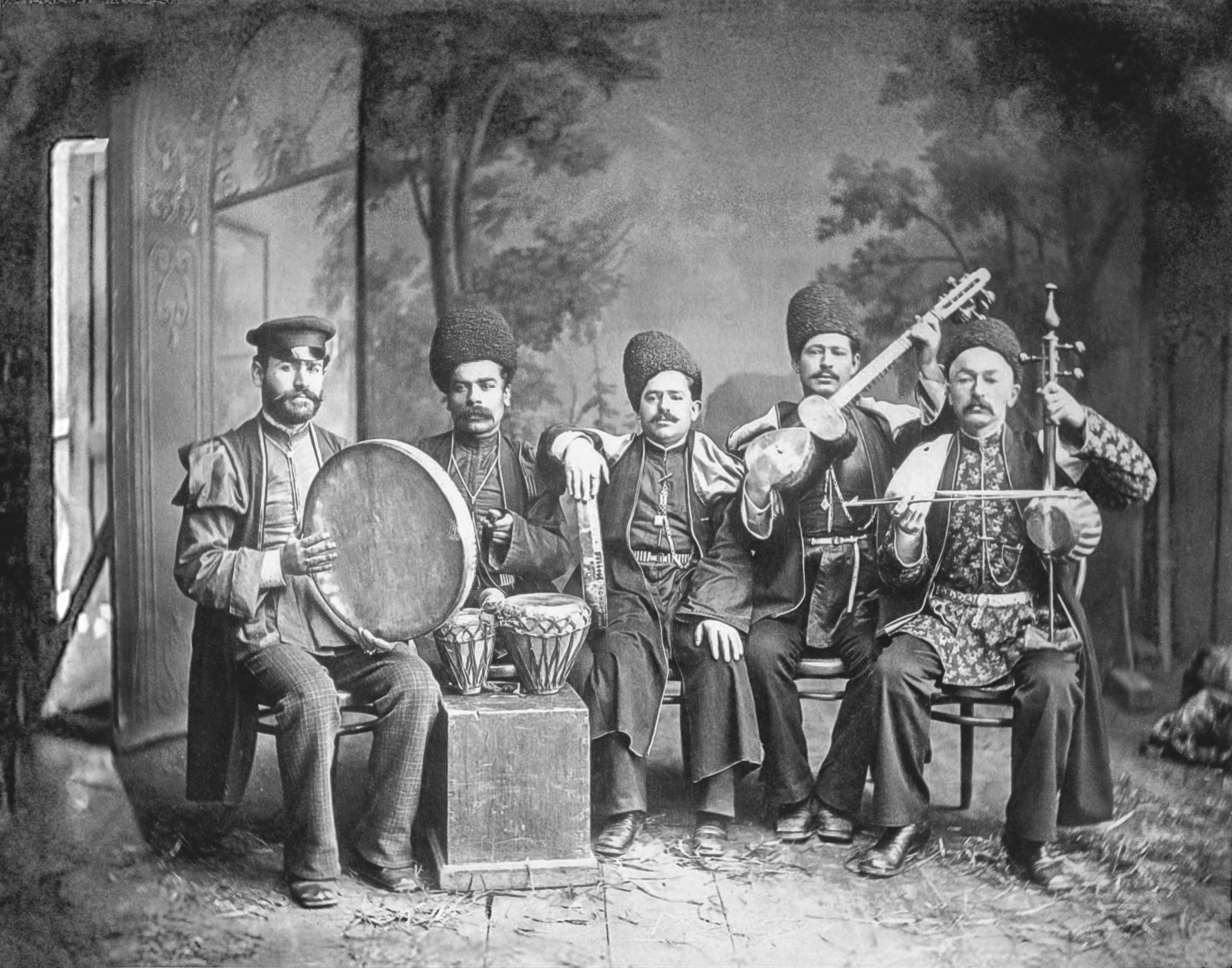
Ансамбль Садыхджана. Справа налево: каманчист Ата Багдагюл оглы, Садыхджан, Бюльбюльджан (с дефом), нагарист Гусейнбала, Васо Кикиалишвили. Тифлис. 1878 год

К началу XIX века Шуша являлась одним из центров культуры. Сюда съезжались поэты, драматурги, известные музыканты и артисты со всего Закавказья, ставились театральные представления и проводились музыкальные собрания. В признании Садыхджана как тариста большую роль сыграли музыкальные меджлисы (собрания), проводимые в Шуше, которые были самыми известными в Азербайджане. Среди этих меджлисов были организованные Мир Мохсун Наввабом «Меджлиси-Фарамушан» («меджлис забытых») и «Меджлиси-хананде» («общество музыкантов») и меджлисы, устраиваемые Хуршидбану Натаван, на которых демонстрировали своё искусство певцы и музыканты, проходили обсуждения по проблемам теории музыки, исполнялись произведения поэтов, а также организовывались конкурсы. Садых принимал участие в таких меджлисах, благодаря чему имя его стало известным и в соседних странах.
Прекрасное исполнение Садыхджана привлекло внимание и Махмуд-аги из Шамахи. Об этом известно из произведения «Карабах-намэ» поэта и музыковеда Мухаммед-ага Мужтехидзаде, в котором тот повествует, что «Махмуд-ага ширванский, услышав о славе Садыхджана, попросил его посетить Ширван». По приглашению Махмуда-аги Садыхджан посетил Шамаху и принял участие в музыкальном собрании. Как-то за Мирза Садыхом в Шушу Махмуд-ага послал и Сеида Азим Ширвани, который посвятил Садыхджану один из своих мухаммасов. Будучи поклонником творчества Мирза Садыха, Махмуд-ага часто приглашал его к себе вместе с Гаджи Гуси и даже подарил ему тар, корпус которого был сделан из золота. И вот уже музыкальные собрания у Махмуд-ага не обходятся без Садыхджана. Это сильно раздражало Хуршидбану Натаван, так как исполнение Садыха было украшением, устраиваемых ею «Меджлиси-Унс», а также торжеств в ханском дворце, которые не проходили без его участия. Предполагается, что из-за него дочь последнего карабахского хана и Махмуд-ага долго переписывались.

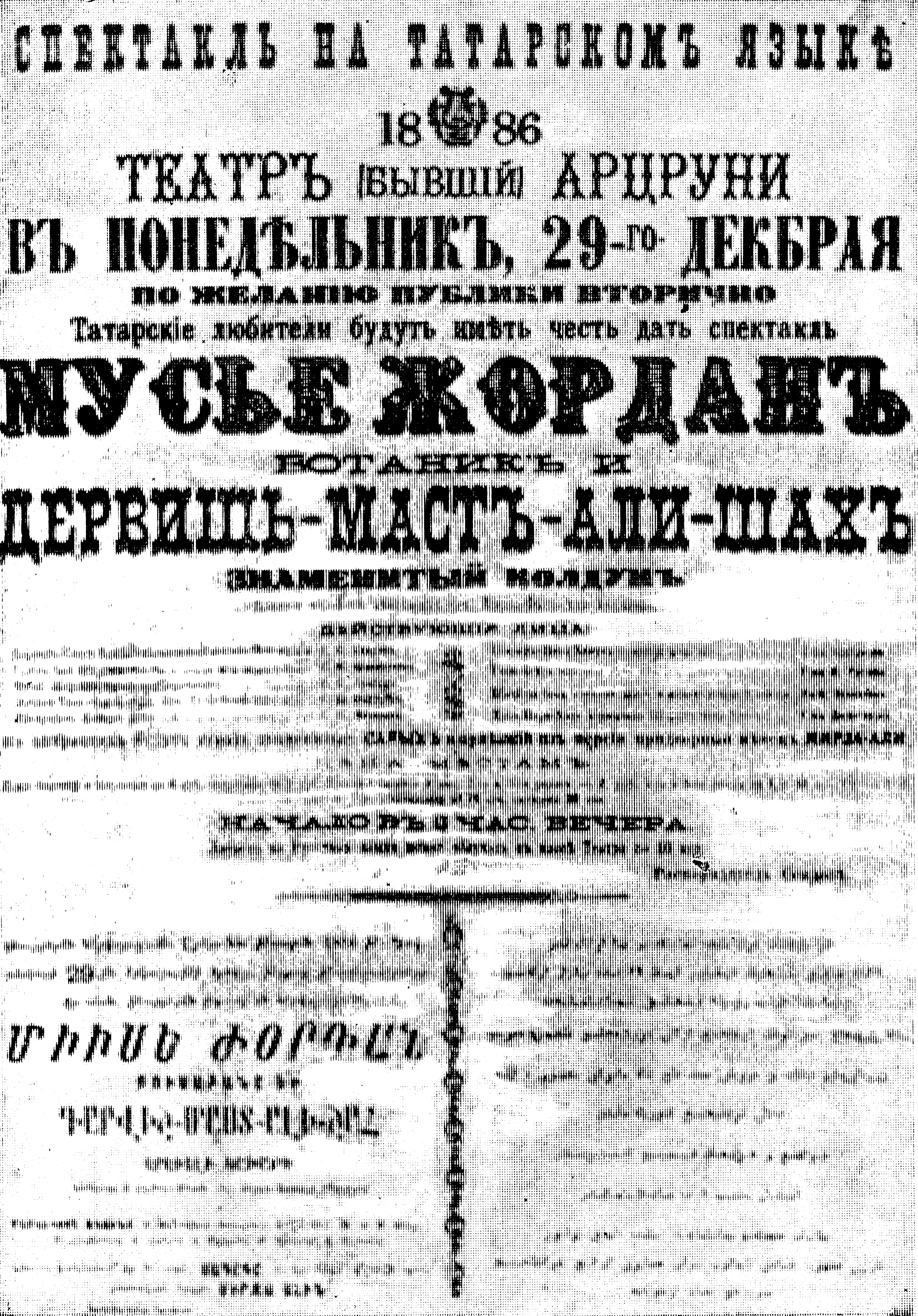
Афиша спектакля «Мусье Жордан — ботаник и дервиш Мастали-Шах» М. Ф. Ахундова в Тифлисе (29 декабря 1886 года) с упоминанием, что в антрактах будет играть тарист Садых

Кроме участия в торжествах и музыкальных собраниях, Садых давал концерты в перерывах спектаклей в Шуше и Тифлисе. Так, 29 декабря 1886 года в здании тифлиского театра «Арцруни» ставился спектакль «Мусье Жордан — ботаник и дервиш Мастали-Шах» по пьесе Мирза Фатали Ахундова, в антрактах которого ожидалось выступление Мирза Садыха и известного ханенде (исполнителя мугамов) Мирзали. Выходившее в Тифлисе «Кавказское обозрение» в рубрике «Театр и музыка» писало о Садыхе: 
Игра его отчётлива, артистически точна и очаровательно сильна. Не мешало бы нашим тифлиским композиторам воспользоваться пребыванием Садыха в Тифлисе и у него позаимствовать восточные мотивы, которые послужат им хорошим материалом для новых композиций.
Из воспоминаний современников следует, что большую часть своей жизни Мирза Садых проводил в разъездах, участвуя в торжествах, проходивших на Кавказе, в Иране, Средней Азии и Турции. В марте 1872 года по случаю празднования Новруза он был приглашён послом Ирана в России в Санкт-Петербург, где выступал с известным ханенде Саттаром.
Известно, что начиная с XVIII века в странах Ближнего Востока и в самом Азербайджане, певцам и исполнителям, получившим признание и известность в народе, давалось имя или псевдоним с использованием «джан» («душа»). В народе Мирза Садых также получил имя Садыхджан. Такая честь, кроме него, была оказана только одному известному певцу — Абдул-Баги Зулалову, которого называли Бюльбюльджан.

### Орден «Шири-Хуршид»
Вначале Садыхджан, сопровождая Гаджи Гуси, составлял трио с ним и кеманчистом Ата Багдагюл оглу. Позже он перешёл в трио шушинского ханенде Мешади Иси. В 1880 году он в составе этого трио получил приглашение в Тебриз на свадьбу Мозафереддин Каджара Мирзы — сына Насреддин-шах Каджара. На свадьбе выступали и многие другие музыканты и певцы, однако Гаджи Гуси и Садых были признаны лучшими ханенде и таристом и награждены орденом «Шири-Хуршид».
Согласно сведениям автора оперы «Харун аль-Рашида» и знатока азербайджанской музыкальной истории Агаларбека Аливердибекова, на свадьбе Мозафереддина Каджара один известный тарист вызвал Садыхджана на музыкальную дуэль. Он также заявил, что хорошее исполнение Мирза Садыха связано с произведёнными изменениями на грифе инструмента, в ладовой системе тара. Садыхджан принимает вызов, но при этом перерезает все указатели на шейке инструмента. Увидев это, соперник отказался от участия и поцеловал пальцы Мирза Садыха.

### Ансамбль Садыхджана
В 90-х годах XIX века под руководством Садыхджана в Шуше был создан ансамбль, в состав которого входили известные певцы и музыканты того времени. Среди них были Гаджи Гуси, Мешади Иси, Джаббар Карьягдыоглы, Дели Исмаил, Ханлыг Шукур, Бюльбюльджан, Кечачи оглы Мухаммед, тарист Тер-Вартанесов, Мешади Зейнал и другие. В ансамбле участвовали и две девушки, исполнявшие азербайджанские, грузинские, армянские танцы, а также танец живота. Среди участников был мютрюб Мирза Исмаил, исполнявший видную роль в ансамбле. Хотя это было необязательным для его амплуа, он был не только хорошим таристом, но также обладал и прекрасным голосом. Среди музыкантов ансамбля, кроме азербайджанцев, были грузины, армяне и лезгины. Выступление ансамбля проходило в концертных залах Шуши, Баку, Гянджи, Ашхабада, Тегерана, Стамбула, Дербента, Владикавказа, на музыкальных собраниях Хуршидбану Натаван, Махмуда-аги, Мешади Мелика, в садах Тифлиса («Муштехид») и Эривана («Хуррем»).
Садыхджан проявил себя и как педагог. Среди его учеников были такие известные музыканты, как Курбан Примов, Мешади Зейнал, Арсен Ярамышев, Марди Джанибеков, Гамид Малыбейли, Татевос Артюнян, Мешади Джамиль Амиров, Ширин Ахундов и другие.
Скончался Садыхджан в 1902 году в Шуше, в возрасте 56 лет.

## Техника исполнения
Садыхджан в своё время был признан «первым таристом на всем Кавказе». По мнению заслуженного артиста Азербайджана Сахиба Пашазаде, «возможности его техники исполнения превосходят все границы». С юных лет Садыхджан с большим упорством изучал приёмы исполнения. Согласно композитору и музыковеду Афрасиябу Бадалбейли, он порой достигал различных звучаний без использования правой руки (без мизраба), только пальцами левой руки, ударяя ими особым образом по струнам или прижимая струны, тянул их вдоль ладков для удлинения различных звуков, напоминающих глиссандо. Кроме этих, Мирза Садыхом созданы такие приёмы исполнения, как эффект «хун» (основанный на резонировании всего корпуса тара и получаемый в результате встряхивания грифа инструмента в соответствии с характером исполнения), использование малого корпуса или прижатие струны к грифу тара, извлечение звуков щипком кверху для изменения тембра инструмента и другие.
С целью сделать твёрже кончики пальцев левой руки Мирза Садых смазывал их жидкостью собственного приготовления, а также держал их над горящей свечой. Известно, что использование мизраба приводит со временем к порче ладков. Чтобы избежать этого, Садых покрывал их особым раствором.
Сын организатора бакинского музыкального собрания, Мешади Мелика, известный тарист и отец Бахрама Мансурова, Мешади Сулейман Мансуров, впервые увидев Мирза Садыха в Тифлисе, вспоминал, что «его изумительная игра на таре обладала какой-то непонятной властью над людьми». Он виртуозно играл без мизраба, поднимая инструмент к подбородку, а иногда играл, прислонив тар к шее. Порой, подобно ашугам, он поднимал тар над головой.
По свидетельству очевидцев, Садыхджан смог научить дрозда нескольким небольшим теснифам и песням с помощью игры на таре. Согласно рассказу его ученика Курбана Пиримова, Мирза Садых попросил его поймать ему соловья из Гюлаблы. Пиримов же вместе с соловьём принёс дрозда. Однажды, придя к Садыхджану снова, он увидел, что тот поставил перед дроздом зеркало, а сам в стороне на таре играет тесниф, схожий по звучанию с пением дроздов на воле. Дрозд, видя отражение в зеркале, начинает петь.

## Создание азербайджанского тара

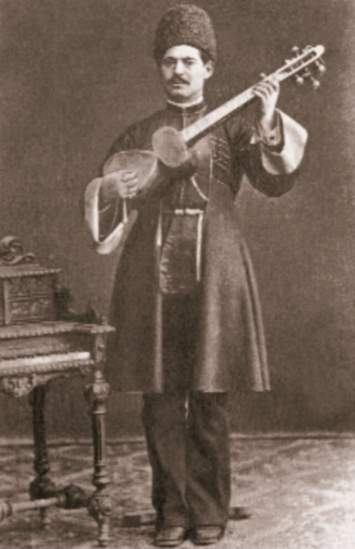
Садыхджан с азербайджанским таром. Шуша. 1875 год

Во второй половине XIX века исполнительские возможности пятиструнного тара уже не удовлетворяли требованиям быстро развивающегося азербайджанского мугамного искусства, и возникла потребность в коренной реконструкции инструмента.
Садыхджан впервые сделал ряд весомых и смелых новшеств в исполнении игры на таре и строении инструмента. Это были коренные изменения в корпусе, струнах и ладках инструмента. Время показало, что это новаторство себя оправдало.
Корпус пятиструнного тара велик по объёму, что не позволяет поднимать его к груди. На нём играют, держа на коленях, иногда используют подставку для ног. Длина стандартного тара в Иране 950 мм, максимальная ширина 250 мм, глубина 200 мм, длина шейки 600 мм. Крупные габариты уменьшают возможности техники исполнения. Звучание нежное и тихое.

### Струны
Садыхджан сначала увеличил число струн с 5 до 18, но затем уменьшил их количество до 13 — снизу две трёххорные («кёк» — белые, жёлтые основные струны), в середине одинарная («бэм кёк» — тоновая толстая струна красного цвета, используемая для более насыщенного звучания, а также для аккордов) и парная («дэм» — основные струны для исполнения мелодии) басовые и на верхней стороне грифа две парные звонкие («зэнг симлэр», «джингэнэ симлэр» — белые резонансные струны). Аликвотные струны (резонансные струны, не используемые во время исполнения) — звучные и тональная, — добавленные Мирза Садыхом, сделали звучание тембровых эффектов инструмента богаче и увеличили возможности техники исполнения. Наличие этих струн способствовало возникновению особой интерпретации мугама на таре. Во время сопровождения ханенде аликвотные струны создают при помощи вибрационного эффекта «хун» органный пункт, делая мугамные мелодии разнообразнее и ярче. Они играют большую роль при исполнении сложных произведений, обеспечивая совершенство звука. Так, в процессе исполнения мугамов, а также концертов и пьес, написанных для тара, богатство звука достигается за счёт именно этих струн. В ходе своей работы по усовершенствованию тара Садыхджан использовал теоретические знания музыковедов Сафиаддина Урмави и Мир Мохсуна Навваба.
После смерти Садыхджана число струн было уменьшено до 11.

### Корпус инструмента

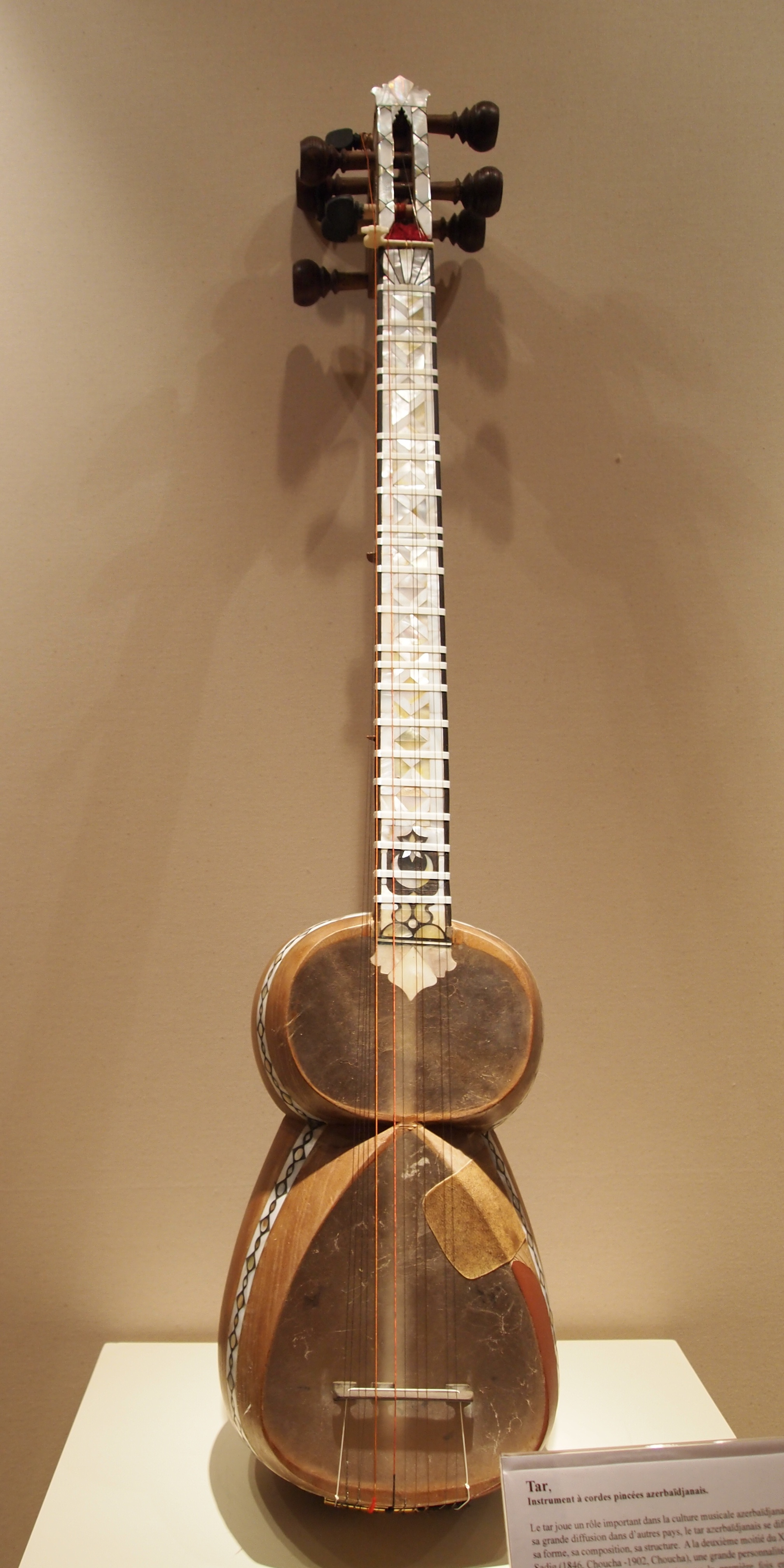
Азербайджанский тар на выставке, посвящённой азербайджанскому искусству и ремеслу в музее города Коньяк

Сначала двукратное увеличение количества струн стало причиной серьёзных затруднений. Дополнительные струны привели к искривлению шейки тара, что ухудшало звуковую гармонию. Чтобы избежать этого, Садыхджану потребовалось провести дополнительные изменения в корпусе инструмента. Уменьшение толщины корпуса и выпрямление боковых сторон инструмента дало возможность расширить верхнюю часть корпуса и создать более сильное звучание. Изменения в большой и малой чашах корпуса увеличили физико-акустические возможности инструмента, создав в тембре звучания инструмента вибрационный эффект «хун». В итоге была достигнута необходимая гармония и усовершенствованы звуковые возможности инструмента.
Чтобы избежать искривления шейки, Мирза Садых закрепил её на специальном выступе корпуса, а со внутренней стороны выступа установил деревянную распорку. Добавленная распорка создала отсутствовавший ранее в ближневосточных инструментах «колебательно-вибрационный» эффект. Всё это привело к увеличению силы звучания инструмента и отражённого звука, а также лучшему соответствию пэрдэ на шейке тара особенностям азербайджанской народной музыки. Уменьшение веса инструмента позволило держать его у груди, что создало возможности для виртуозной игры.

### Система ладков
Садыхджан полностью изменил и систему ладков на шейке тара. Количество ладков на шейке было уменьшено с 27-28 до 22. Расположение самой системы и последовательность ладков регулировалось соответственно ладам народной музыки. Эта новая система, создавшая оригинальный звукоряд, позволила азербайджанской профессиональной музыке, в том числе в большей степени мугамному искусству, отмежеваться от системы звукоряда, характеризующего персидскую и арабскую музыку. В дальнейшем развитие азербайджанской музыки эта система ладков инструмента, в которой присутствуют темперированный и неравномерно темперированный звукоряды, играют значимую роль. Если в пятиструнном таре каждый целый тон состоит из трёх звучащих частей, то в модифицированном Садыхджаном таре он может делиться на две, три или четыре неравных части. Благодаря этому достигается переменное число звуков в октавах. Эта система получила имя Мирза Садыха, но и сейчас она продолжает эволюционировать и совершенствоваться.
Садыхджан также внёс новшества по изменению внешнего вида инструмента, украсив полностью шейку и верхнюю часть корпуса тара пластинками из перламутра. Для украшения инструмента также применялось серебро и золото. Кроме эстетической роли узоры, нанесённые на лицевую сторону шейки, имеют также и функциональную — являются указателями расположения ладков на грифе инструмента.
После изменений, внесённых Садыхджаном, обновлённый инструмент получил название «азербайджанского тара». В народе этот тар прозвали «волшебным таром», а Садыхджана — «отцом тара».
По мнению народного артиста Азербайджана, тариста Рамиза Кулиева, без реконструкции Садыхджана тар не мог бы быть причислен к семейству классических музыкальных инструментов и на нём исполнение произведений азербайджанских и иностранных композиторов, таких как Моцарт, Бетховен, Чайковский, было бы невозможно.
После Садыхджана усовершенствованием тара занимался Узеир Гаджибеков, продолжая его дело. Азербайджанский тар очень быстро стал популярен в Иранском Азербайджане, Армении, Грузии, несколько позже в Дагестане, Туркменистане, Узбекистане, Таджикистане и Турции. Во всех перечисленных странах играют на азербайджанском таре — таре Садыхджана. Старую модель тара продолжают использовать персидские музыканты.

## Вклад в азербайджанскую музыку

Бюст Садыхджана в фойе Международного центра мугама в Баку

Усовершенствование тара открыло новую страницу в истории как самого инструмента, так и азербайджанского мугамного искусства в целом. Проведённые изменения в расположении ладков и в целом по строению инструмента повлияли на мугамную ладовую систему. Это в свою очередь привело к изменениям в мугамно-певческом искусстве. Новый стиль инструментального исполнения оказал влияние на саму манеру пения ханенде, так как его исполнение всегда сопровождалось таром и кеманчой.
Садыхджан внёс значительные новшества и в азербайджанский мугам. Он усовершенствовал мугам «Сегях», добавив к нему тона «Забула», а к мугаму «Мирза Гусейн Сегях» — тона мугама «Мухалиф». Значительно улучшил мугам «Махур». Некоторые сведения позволяют говорить о нём и как о композиторе. К мугамам «Орта Сегях» и «Баяты Шираз» Мирза Садых написал инструментальные дополнения (рянг). Рянги достигли своего наивысшего развития именно после проведённой Мирза Садыхом реконструкции инструмента. Садыхджан и его ученики стали авторами многих известных образцов этого жанра, позже причисленных к классическим. По мнению искусствоведа Фикрета Абулгасымова, написанные им песни, теснифы, рянги, посвящённые родине, демонстрируют силу народного творчества, что ясно видно благодаря их эстетической силе воздействия и глубокой жизненности.
В 1897 году в Шуше Мирза Садых принимал активное участие в постановке в религиозном стиле «Шябех» спектакля «Лейли и Меджнун» по поэме Физули, а также занимался его музыкальным оформлением. Спектакль ставился на сцене театра Хандамирова по сценарию писателя Абдулрагимбека Ахвердиева. Ансамбль Садыхджана исполнял композицию «Шеби-Хиджран» для хора. Через много лет Узеир Гаджибеков, певший в хоре этого спектакля, вспоминал:
Я начал работу над оперой с 1907 года; но у меня эта идея возникла намного раньше, примерно в 1897-1898 годах, когда я, будучи тринадцатилетним ребёнком, в родном городе Шуше увидел сценку «Меджнун над могилой Лейли» в исполнении актёров-любителей. Эта сценка меня так потрясла, что приехав через несколько лет в Баку, я принял решение написать что-то подобное опере.
Садыхджан также известен как создатель нескольких мугамов. До него существовал только один дастгях (самая крупная мугамная форма) мугама «Махур», позже появляются две формы его исполнения — «Махур-хинди» и «Орта Махур». Из воспоминаний известного исполнителя мугама Джаббара Карьягдыоглы:
Во второй половине XIX века «Махур-хинди» был создан известным таристом Азербайджана Садыхджаном для певцов, поющих низким голосом.
Появление в азербайджанской музыке таких мугамов как «Махур-хинди», «Орта Махур», «Забул Сегах», «Харидж Сегах», «Мирза Гусейн Сегахы», «Етим Сегах», «Чобан Баяты» связано с творчеством Мирза Садыха и азербайджанским таром.
Знаменитый азербайджанский композитор и музыковед Афрасияб Бадалбейли, говоря о новшествах, привнесённых в азербайджанскую музыку Садыхджаном, писал, что «начиная с Мирза Садыха сущность мугамата, средства его выражения, сила воздействия и стиль исполнения мугамата поднялись на новую ступень. Мирза Садых открыл новую страницу азербайджанской музыки».
В 1901 году Садыхджан был участником проходившего в Шуше первого Восточного концерта, исполнив соло мугам «Махур».

## Память о музыканте

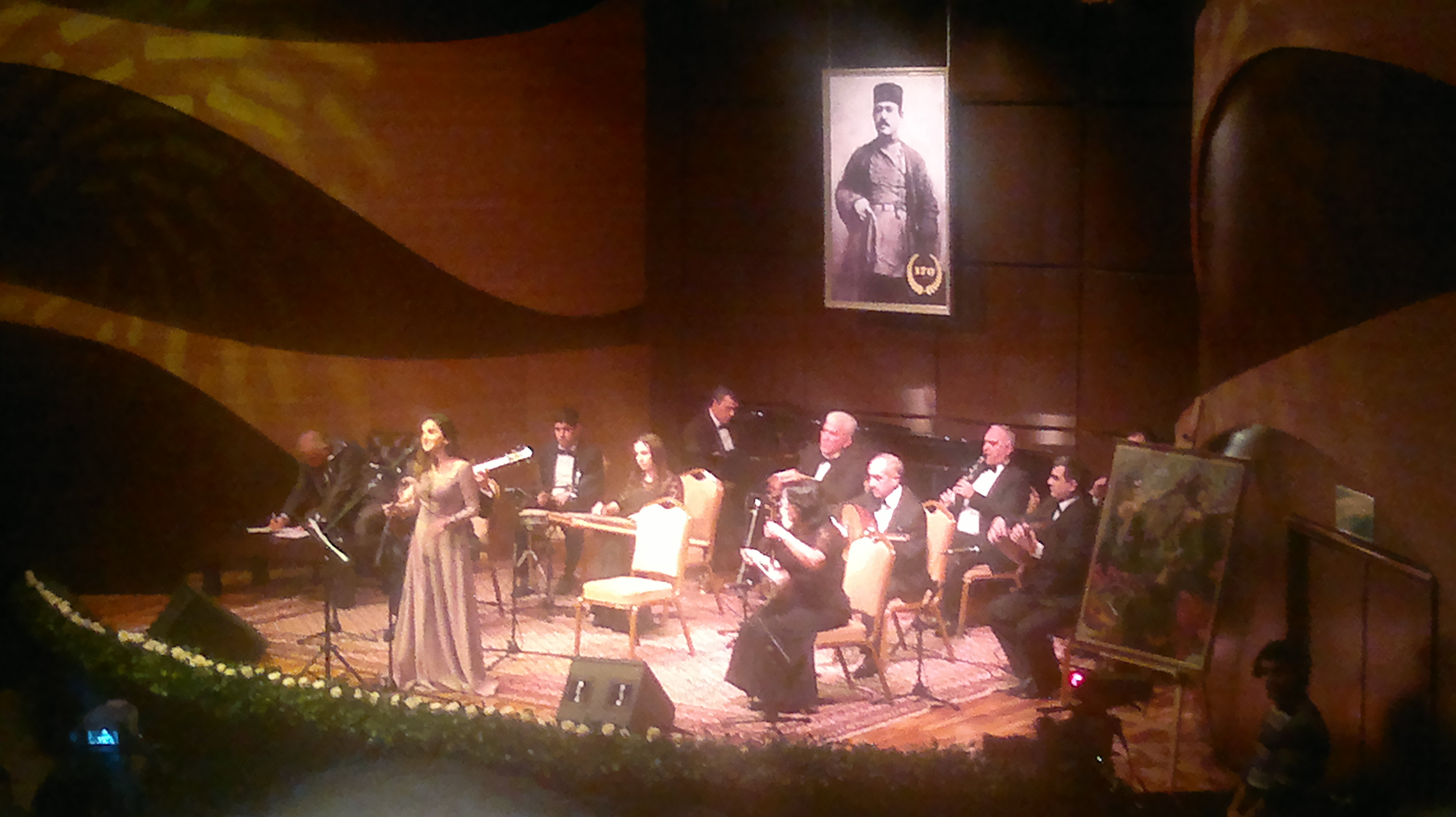
Концерт, посвящённый 170-летию Садыхджана в Международном центре мугама в Баку

- До начала Карабахского конфликта на стене дома Садыхджана в Шуше находилась установленная Министерством Культуры Азербайджанской ССР мемориальная доска[8].
- В столице Азербайджана, городе Баку, именем Садыхджана названа улица в Хатаинском районе[41].
- Садыхджану посвящена повесть Ильяса Эфендиева «Сказ о ханской дочери Гюльсанубер и таристе Садыхджане»[42].
- В октябре 1997 года в Азербайджанской государственной музыкальной академии прошёл конкурс исполнителей народных инструментов, посвящённый 150-летию Мирза Садыха[43].
- В 2005 году художником Байрамом Гасымханлы[азерб.] был написан портрет Садыхджана[44].
- 10 ноября 2006 года в Музее музыкальной культуры в Баку прошло мероприятие по случаю 160-летнего юбилея Садыхджана. Были исполнены произведения в исполнении таристов, а также мугам «Дилкэш» Мансум Ибрагимовым и «Сегях» в исполнении Таяра Байрамова[45][46].
- По инициативе Национального Архивного Управления при Кабинете Министров Азербайджанской Республики, в 2007 году вышла в свет книга «Садыхджан» Заслуженного деятеля искусств Азербайджана Фирудина Шушинского, посвящённая жизни и творчеству Мирза Садыха[47].
- 22 ноября 2016 года в Международном центре мугама в Баку состоялся юбилейный вечер, посвящённый 170-летию со дня рождения Садыхджана. На вечере под музыку ансамбля «Хатире» известными музыкантами были исполнены мугамные композиции, народные и авторские песни[48].